# Aéroport de Telegraph Creek
L'aéroport de Telegraph Creek est un aéroport situé au nord de la Colombie-Britannique, au Canada. Il dessert le village de Telegraph Creek dans le nord du district régional de Kitimat-Stikine.